# Ruan Ji
Ruan Ji ( în chineză: 阮籍; pinyin: Ruǎn Jí; Wade–Giles: Juan Chi; 210–263), nume de curtoazie Sizong (chineză: 嗣宗; pinyin: Sìzōng) a fost un poet și muzician chinez care a trăit la sfârșitul dinastiei Han de Est și în timpul Celor Trei Regate. A fost unul din Cei Șapte Înțelepți ai Dumbravei de Bambus. Melodia guqin, Jiukuang, (酒狂, "Extaz beat", "Nebun de vin") este considerată a fi scrisă de el.

## Viața
Tatăl lui Ruan Ji a fost Ruan Yu, unul dintre Cei Șaptre  Învățați din Jian'an care a fost promovat de clanul Cao în timpul erei poeziei Jian'an. Familia Ruan era loială lui Cao Wei, spre deosebire de familia Sima; totuși, credințele lor morale și tendința de a vorbi deschis nu erau în concordanță cu puterea lor militară sau politică. Se poate spune că Ruan Ji s-a născut în vreme de primejdie, perioada în care a trăit fiind una de lipsă de unitate. Ruan Ji a fost, din punct de vedere poetic, parte atât a perioadei Jian'an, cât și începutul poeziei din Cele Șase Dinastii. El accepta partea poetică a ceea ce îi ofereau vremurile, reușind chiar să evite multe pericole politice, tumult și capcanele timpului. Siguranța lui Ruan Ji din timpul vieții pare să se fi tras din dorința lui de a fi etichetat ca un bețiv și un excentric.

### Ridicarea la putere a familiei Sima
Născut chiar înaintea sfârșitului dinastiei Han, averea familiei Ruan a crescut odată cu creșterea Cao Cao și restul familiei Cao. Totuși, când Ji era încă tânăr, averea familiei Ran a fost pusă în pericol de ridicarea la putere a familiei Sima: inițial, familia Sima au servit ca simplii oficiali în familia Cao; dar, cu timpul, au reușit să acumuleze cât mai multă putere, mai ales începând cu Sima Yi, acest proces culminând cu fondarea dinastiei Jin (265-420) de Sima Yan. Mai mult, în timpul lui Ruan Ji, era un risc continuu din cauza luptelor cu regatul Shu Han, împreună cu alte schimbări militare și politice.